# Бурчуладзе, Джуаншер
Джуаншер Бурчуладзе (груз. ჯუანშერ ბურჭულაძე; род. 14 января 1978, Тбилиси) — грузинский политик, занимавший пост министра обороны во втором правительстве Гарибашвили с 22 февраля 2021 по 8 февраля 2024 года.

## Биография
В 1998 году окончил финансово-банковский факультет Гуманитарно-технического университета Джорджии.
В 1998—1999 годах был стажёром в Департаменте стран Америки Министерства иностранных дел Грузии. В первые годы десятилетия он был экономистом в Национальном банке Грузии.
В 2010—2015 годах был финансовым менеджером в посольстве Грузии в США.
22 февраля 2021 года парламент Грузии утвердил новое правительство в котором Бурчуладзе стал министром обороны.
Помимо своего родного грузинского, он свободно владеет английским, русским и испанским языками.

## Личная жизнь
Женат, имеет восемь детей.